# Белый осётр
Белый осётр (лат. Acipenser transmontanus) — вид рыб семейства осетровых, встречающийся в Тихом океане вдоль западного побережья Северной Америки от Алеутских островов до центральной Калифорнии. Крупнейшая проходная рыба Северной Америки, третий по величине из осетровых (после белуги и калуги). Максимальная масса тела белого осетра 816 кг и длина 6,1 м.

## Описание
Проходная рыба, обитает в море, заходит в реки на нерест, есть и жилая пресноводная форма. Тело белого осетра имеет удлиненную и стройную форму. Как и все осетры, белый осётр не имеет чешуи. Вместо нее на теле рыбы есть широкие защитные костяные щитки-жучки. 
На спине осетра таких щитков насчитывается от 11 до 14 штук (все находятся перед спинным плавником), на боках тела их число колеблется от 38 до 48, также имеется от 9 до 12 брюшных щитков на каждой стороне брюха.
Цвет спины и боков белого осетра варьируется от серого и бледно-оливкового до серо-коричневого. Брюхо и нижняя часть головы осетра светло-белые. Плавники, как правило, темно-серого цвета. Впереди рта на нижней части головы расположены 4 белых сенсорных усика, которые он использует для поиска пищи.
На реке Фрейзер в Канаде, где обитает и нерестится крупнейшая популяция этого вида, организуется спортивная рыбалка на крупных особей осетра, по принципу «поймал-отпусти». Масса отдельных особей достигает 200—300 кг, длина свыше 3 м.